# پیتر یوپپیچ
پیتر یوپپیچ (انگلیسی: Peter Joppich؛ زادهٔ ۲۱ دسامبر ۱۹۸۲) شمشیرباز اهل آلمان است.
وی همچنین برندهٔ جوایزی همچون برگ بوی نقره‌ای شده‌است.